# Смышляев, Валентин Сергеевич
Валенти́н Серге́евич Смышля́ев (14 марта 1891, Нижний Новгород — 3 октября 1936, Москва) — русский и советский актёр, театральный режиссёр, педагог, театровед. Заслуженный артист РСФСР (1935).

## Биография
Валентин Смышляев родился в Нижнем Новгороде, в детстве жил во Владимире; в 1912—1917 годах учился на юридическом факультете Московского университета. С 1913 года был сотрудником Художественного театра, в 1915 году стал актёром МХТ, с того же года участвовал в спектаклях 1-й Студии МХТ.
В дальнейшем работу в 1-й Студии Валентин Смышляев совмещал с педагогической и театрально-общественной деятельностью: в 1917—1919 годах руководил фронтовыми бригадами, заведовал секцией массовых представлений театрального отдела Наркомата просвещения; активно участвовал в деятельности Пролеткульта: организовал и возглавил театральный отдел в его московском отделении, заведовал художественной частью Центральной арены Пролеткульта, где в 1921 году дебютировал как режиссёр, поставив вместе с Сергеем Эйзенштейном спектакль «Мексиканец» по Дж. Лондону.
В 1924 году, после преобразования 1-й студии МХТ в театр МХАТ 2-й, Валентин Смышляев стал актёром и режиссёром этого театра, где поставил ряд заметных спектаклей, в том числе «Укрощение строптивой» (1923) и «Гамлета» с Михаилом Чеховым в заглавной роли (1924). Одновременно работал как оперный режиссёр в Московской консерватории.
В 1931 году Валентин Смышляев покинул МХАТ 2-й и до 1933 года был художественным руководителем театра «Семперанте», а в 1933 году основал и возглавил Московский драматический театр (известен как Московский драматический театр под руководством В.
С. Смышляева).
В 1936 году театр был расформирован. Смышляев получил приглашение в Малый театр, но к работе приступить не успел — умер от инфаркта.

## Творчество

### Актёрские работы
Московский Художественный театр
- «На дне» М. Горького. Постановка К. С. Станиславского и Вл. И. Немировича-Данченко — Алёшка
- 1915 — «Моцарт и Сальери» А. С. Пушкина — Слепой старик

1-я Студия МХТ(1915-1917)
- 1915 — «Потоп» Г. Бергера. Режиссёр Е. Вахтангов — Чарли
- 1917 — «Двенадцатая ночь» У. Шекспира. Художественный руководитель постановки К. Станиславский, режиссёр Б. Сушкевич — сэр Эндрью

МХАТ 2-й(1929)
- 1929 — «Чудак» А. Афиногенова. Режиссёры А. Чебан и И. Берсенев — Рогачёв

### Режиссёрские работы
1-я Студия МХТ
- 1923 — «Укрощение строптивой» У Шекспира

МХАТ 2-й
- 1924 — «Гамлет» У. Шекспира (совместно с В. Н. Татариновым и А. И. Чебаном)
- 1926 — «Орестея» Эсхила.
- 1927 — «Взятие Бастилии» Р. Роллана
- 1928 — «Митькино царство» Липскерова (совместно с С.Г. Бирман)

Театр «Семперанте»
- 1932 — «Цвет радости» Ю. В. Болотова
- 1932 — «Особое мнение» О.М. Брика и О.Л. Леонидова

Московский драматический театр
- 1933 — «Евгений Базаров» по роману И. С. Тургенева «Отцы и дети»
- 1934 — «Красное и чёрное» по Стендалю
- 1935 — «Скупой» Ж. Б. Мольера
- 1935 — «Шестеро любимых» А. Арбузова
- 1936 — «Далёкое» А. Афиногенова

### Сочинения
- Теория обработки сценического зрелища (1921)